# Dolleren
Dolleren é uma comuna francesa na região administrativa de Grande Leste, no departamento Alto Reno. Estende-se por uma área de 8,37 km². Em 2010 a comuna tinha 491 habitantes (densidade: 58,7 hab./km²).